# Joseph Peyré

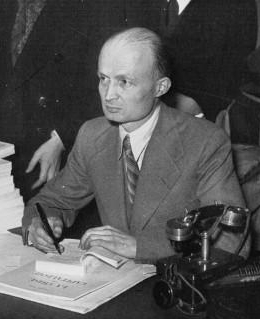
Joseph Peyré 1935

Joseph Peyré (* 13. März 1892 in Aydie; † 26. Dezember 1968 in Cannes) war ein französischer Schriftsteller und Journalist. 1935 erhielt er den  Prix Goncourt für den Roman Sang et Lumières.
Peyré war der Sohn eines Lehrers und ging in Pau zur Schule. Er studierte in Paris (Lycée Henri IV) und Bordeaux, erhielt sein Lizenziat in Philosophie (als Schüler von Alain) und promovierte in Jura. Er praktizierte kurz als Anwalt und wurde dann Journalist und war mit Joseph Kessel verbunden. In den 1920er Jahren begann er als Schriftsteller zu veröffentlichen.
Themen seiner Bücher waren die Wüsten (die Sahara), Spanien (wie in Sang et Lumières), Berge (er schrieb über das Matterhorn, den Mount Everest und George Mallory) und sein heimatliches Béarn (Baskenland). Er war sehr mit Spanien verbunden und Amateur-Stierkämpfer.
Er war Offizier der Ehrenlegion.

## Werke
- Sur la terrasse, 1922
- Francis Carco, 1923
- Les Complices, 1928
- Xénia, 1930
- L'Escadron blanc, 1931
- Le Chef à l'étoile d'argent, 1933
- Sous l'étendard vert, 1934
- Coups durs, 1935
- Sang et Lumières, 1935
- L'Homme de choc, 1936
- Roc-Gibraltar, 1937
- De cape et d'épée, 1938
- Matterhorn, 1939
- Croix du sud, 1942
- Mont Everest, 1942
- Proie des ombres, 1943
- Romanesque Tanger, 1943
- Sahara éternel, 1944
- Un soldat chez les hommes, 1946
- Mallory et son dieu, 1947
- La Tour de l'or, 1947
- L'Étang Réal, 1949
- La Légende du goumier Saïd, 1950
- Inoa, 1951
- De mon Béarn à la mer basque, 1952
- Guadalquivir, 1952
- Jean le Basque, 1953
- La Passion selon Séville..., 1953
- Le Puits et la Maison , 1955
- Les Quatre Capitaines, 1956
- De sable et d'or, 1957
- Une fille de Saragosse, 1957
- Pays basque, Les Albums des Guides bleus, 1957
- Souvenirs d'un enfant, 1958
- Le Pont des sorts, 1959
- Le Pré aux ours, 1959
- Cheval piaffant – un Basque chez les Sioux, 1960
- Le Plan du soleil, 1960
- Les Lanciers de Jerez, 1961
- Les Remparts de Cadix, 1962
- L'Alcade de San Juan, 1963
- Feu et sang de juillet, 1964